# Savo Pavićević
Savo Pavićević (* 11. Dezember 1980 in Kikinda, SFR Jugoslawien, heute Serbien) ist ein ehemaliger montenegrinischer Fußballspieler, der zuletzt beim FK Roter Stern Belgrad in der serbischen SuperLiga spielte.

## Karriere
Pavićević begann seine Karriere beim FK Njegoš Lovćenac. 2003 wechselte er zu FK Hajduk Kula. In der Saison 2006/07 nahm er mit Hajduk am UEFA-Pokal teil. Im Januar 2008 wechselte er zum FK Vojvodina Novi Sad. Zur Saison 2008/09 wechselte er zu Energie Cottbus, wo er einen Vertrag bis 2011 unterschrieb. Dort bestritt er 24 Erstligaspiele. Nach dem Abstieg 2009 unterschrieb er einen Drei-Jahres-Vertrag beim griechischen Erstligisten AO Kavala. Im Sommer 2010 wechselte Pavićević zu Maccabi Tel Aviv, wo er einen Vertrag bis 2012 besitzt.
Am 24. März 2007 debütierte Pavićević in der montenegrinischen Fußballnationalmannschaft. Beim Spiel gegen Ungarn stand er in der Startaufstellung.